# Marieme Lo
Marieme Lo (Dakar, 10 settembre 1972) è un'ex cestista senegalese.

## Carriera
Con il Senegal ha disputato i Giochi olimpici di Sydney 2000 e i Campionati mondiali del 1998.